# Anton Konrad Zippe
Anton Konrad Zippe (* 13. Januar 1889 in Krombach, Zittauer Gebirge, Böhmen; † 10. August 1964 in Seeboden am Millstätter See) war ein österreichischer Pädagoge, Politiker und Künstler. Er war der Vater von Gernot Zippe.

## Leben
Nach dem Besuch der Volks- und Bürgerschule in Krompach absolvierte Anton Zippe die Fachschule für Weberei und Zeichnen in Varnsdorf und arbeitete anschließend in einem Atelier in Zittau. Von 1907 bis 1911 war er Hörer der Kunstschule Wien und außerordentlicher Hörer an der Universität Wien. 
Nachdem er 1913 die Ergänzungsmatura und die Lehramtsprüfung abgelegt hatte, wurde Zippe als Hilfslehrer an der Arbeitsrealschule Laa an der Thaya aufgenommen, wo er Freihandzeichnen unterrichtete. Nach Ausbruch des Ersten Weltkrieges widmete er sich in der Schule auch der vormilitärischen Erziehung der Mittelschuljugend, indem er Fechtunterricht erteilte und sich auch der Betreuung des Schülerhilfskorps widmete.
Parallel engagierte sich Zippe im Deutschen Turnverein, dem er zwischen 1915 und 1916 interimistisch und von 1918 bis 1928 als Obmann vorstand.
Mit dem Ende des Ersten Weltkrieges begann sich Anton Konrad Zippe dezidiert politisch zu artikulieren. Als Mitglied der Großdeutschen Volkspartei zog er zwischen 1918 und 1928 in den Laaer Gemeinderat und vom 20. Mai 1927 bis 21. Mai 1932 als Abgeordneter in den niederösterreichischen Landtag ein. Politisch vertrat Zippe einen deutschnationalen, antisozialdemokratischen, antisemitischen und später antidemokratischen Kurs, was sich auch in seiner Unterzeichnung des sogenannten Korneuburger Eides am 18. Mai 1930 zeigt. 
Als 1932 die Großdeutsche Volkspartei nicht mehr ins Parlament gewählt wurde, zog Zippe die Konsequenzen und trat am 2. Juli 1932 der erstarkenden NSDAP bei (Mitgliedsnummer 1.304.034). Zwischen 1934 und 1938 war er Parteimitglied der nach dem Putschversuch der Nazis gegen das Dollfuß-Regime illegalen NSDAP und wurde im März 1938 im Rahmen des Anschlusses Österreichs an Hitlerdeutschland mit der Leitung des Bundesrealgymnasiums Laa an der Thaya betraut. Zippe arbeitete als Bezirkspropagandaleiter der NSDAP-Mistelbach, gründete die Städtische Wirtschaftsschule Laa und baute zwischen 1940 und 1945 in Warnsdorf eine Mittelschule (Oberschule für Jungen) auf.
1945 flüchtete er angesichts der Vertreibung der Deutschen aus der Tschechoslowakei nach Mitteldeutschland, wo er bis 1950 als Maler tätig war. Von 1950 bis zu seinem Tod 1964 arbeitete er als Maler.
Während seines Studiums wurde er 1907 Mitglied der Fachstudentischen Burschenschaft Markomannia Wien. Er gehörte auch der Fachstudentischen Burschenschaft Nibelungia Wien an und wurde 1953 Ehrenmitglied der Akademischen Burschenschaft Aldania Wien.